# Harry Keeling (cầu thủ bóng đá)
Harold Keeling (10 tháng 2 năm 1906 - 1988) là một cầu thủ bóng đá người Anh thi đấu ở Football League cho Mansfield Town, Norwich City, Swindon Town và Torquay United.